# Dimitshydrus typhlops
Dimitshydrus typhlops är en skalbaggsart som beskrevs av Uéno 1996. Dimitshydrus typhlops ingår i släktet Dimitshydrus och familjen dykare. Inga underarter finns listade i Catalogue of Life.